# Wilhelm Urbanicki

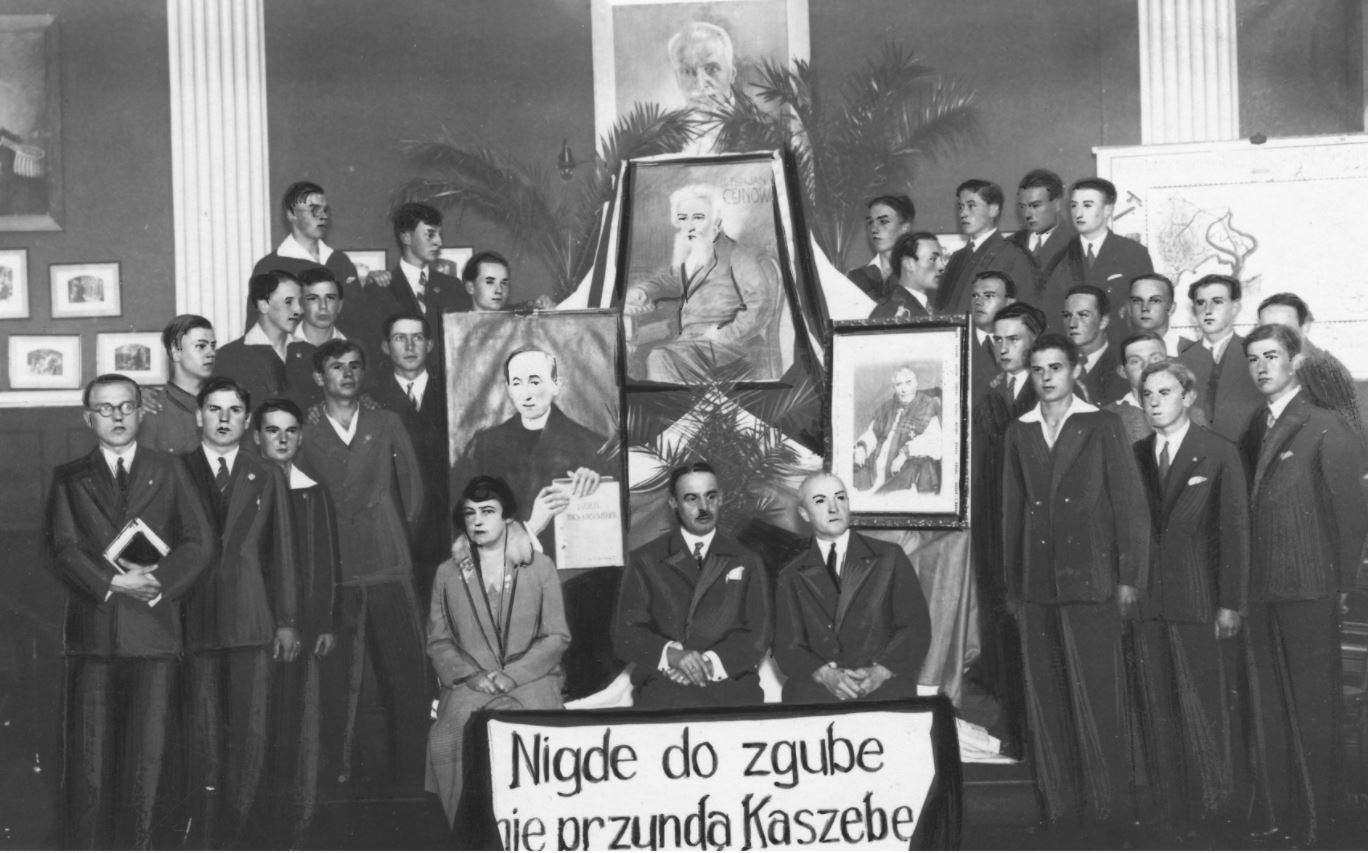
Wilhelm Urbanicki (siedzi pośrodku)

Wilhelm Urbanicki (ur. 1874, zm. 14 grudnia 1933 w Wejherowie) – polski nauczyciel, dyrektor gimnazjum.

## Życiorys
Wilhelm Maksymilian Urbanicki, syn Wilhelminy Zdrazil, urodził się w 1874. Reskryptem z 9 września 1901 Wysokiej c. k. Rady Szkolnej Krajowej został mianowany zastępcą nauczyciela w c. k. Gimnazjum w Bochni, w którym uczył języka niemieckiego. Reskryptem z 28 lipca 1903 został przeniesiony do c. k. Gimnazjum św. Anny w Krakowie. W roku szkolnym 1912/13 uczył języka niemieckiego także w Prywatnym Gimnazjum Żeńskim Heleny Strażyńskiej w Krakowie. Od 22 lutego 1912 zasiadał w zarządzie klubu piłkarskiego Wisła Kraków. W trakcie I wojny światowej w stopniu porucznika służył w szeregach c. i k. armii. Po zwolnieniu z wojska, od 21 stycznia 1918 uczył języka niemieckiego 8 godz. tygodniowo w c. k. Gimnazjum Nowodworskiego w Krakowie, przy zmniejszonej liczbie godzin dla kierownictwa liceum ss. Urszulanek w Krakowie. W latach 1920–1922 był pierwszym polskim dyrektorem Państwowego Gimnazjum Humanistycznego Męskiego i równocześnie Gimnazjum Żeńskiego w Tczewie. Od 1922 do 1923 był dyrektorem Gimnazjum Polskiego Macierzy Szkolnej w Gdańsku. Był także nauczycielem w Zakładzie Naukowo-Wychowawczego Księży Pijarów w Rakowicach. Następnie od 1923 do 1933 był dyrektorem Państwowego Gimnazjum męskiego w Wejherowie, nauczając równocześnie łaciny i greki.
11 lutego 1905 w Krakowie ożenił się z 18-letnią Zofią Heleną z Sokołowskich.
Zmarł 14 grudnia 1933 (w wieku 59 lat) i został pochowany na Starym Cmentarzu w Wejherowie.

## Ordery i odznaczenia
- Złoty Krzyż Zasługi (27 czerwca 1928)[16][17]